# Prosorhochmidae
Prosorhochmidae — родина  озброєних немертин ряду Monostilifera.

## Поширення
Зустрічаються повсюдно, головним чином, в тропіках і субтропіках. Вільноживучі морські форми, але крім морських, також виявлені наземні та напівназемні види.

## Опис
Буває декілька очей, частіше 4. У епідермісі немає мінеральних включень (гранул і спикул). Статоцисти відсутні. Перед мозком розташовані невеликі церебральні органи. Як і в інших озброєних немертин хоботок на кінці тіла озброєний одним або декількома стилетами, а ротовий отвір розташовується на передньому кінці тіла (термінально), при цьому нервова система занурена під шкірно-м'язовий мішок і залягає в паренхимі.

## Класифікація
- Antarctonemertes Friedrich, 1955
- Argonemertes
- Geonemertes
- Elcania Moretto, 1970
- Friedrichia Kirsteuer, 1965
- Gononemertes Bergendal, 1900
- Heilogonemertes Gibson, 2002[1]
- Katechonemertes
- Neonemertes Girard, 1893
- Notogaeanemertes Riser, 1988[2]
- Obuergeria
- Oerstedia Quatrefages, 1846
- Paroerstedia
- PheroneonemertesGibson, 1990
- Prosadenoporus Bürger, 1890[3]
- Prosorhochmus Keferstein, 1862
- Quequenia Moretto, 1974